# Gerritea
Gerritea is een geslacht uit de grassenfamilie (Poaceae). De soorten van dit geslacht komen voor in Zuid-Amerika. Het geslacht is vernoemd naar botanicus Gerrit Davidse.

## Soorten
De Catalogue of New World Grasses [11 april 2010] erkent de soort: 
- Gerritea pseudopetiolata